# Camelot
För andra betydelser, se Camelot (olika betydelser).

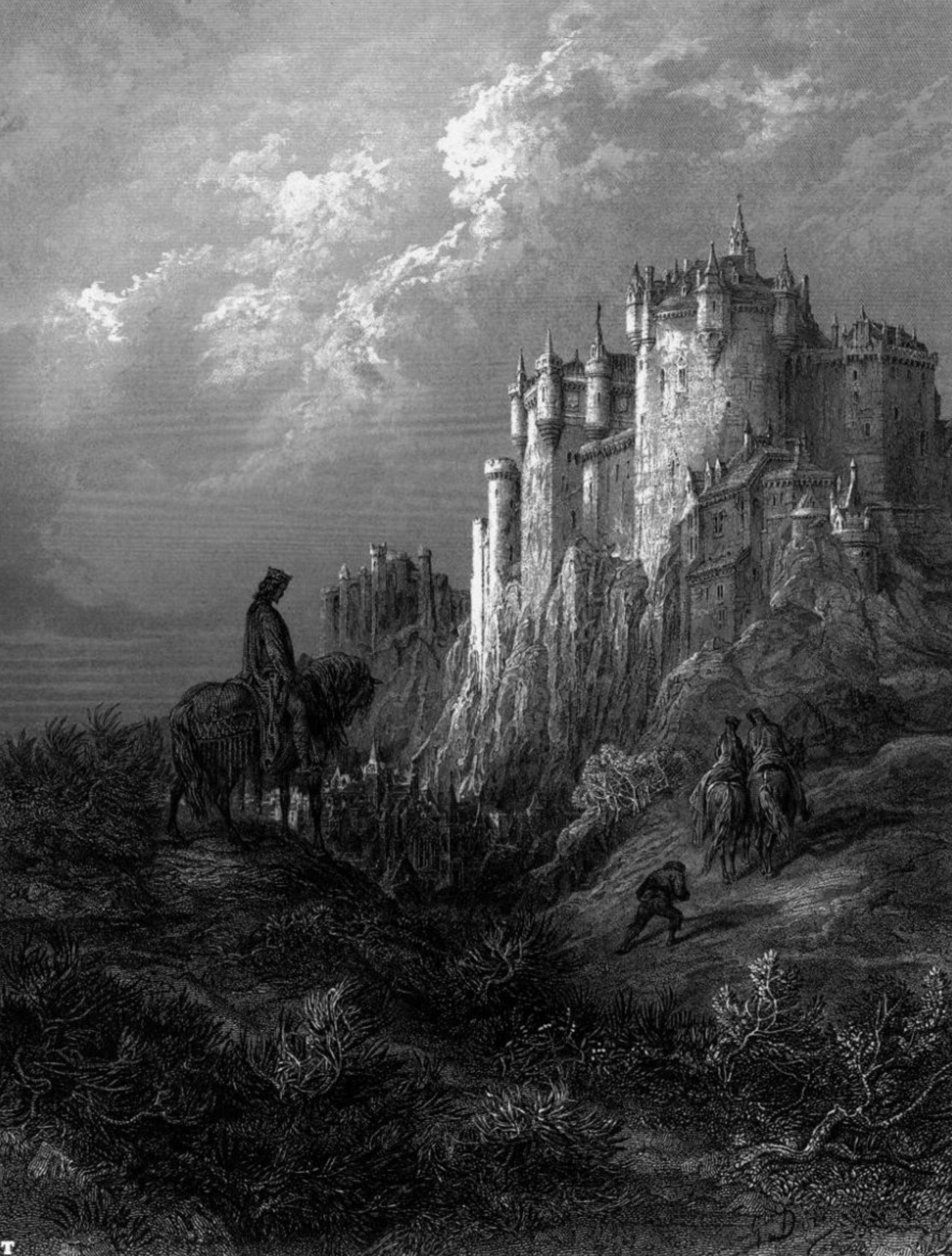
En bild på Camelot av Gustave Doré.

Camelot är i den keltiska mytologin Kung Arturs slott. Det var Arturs viktigaste slott och det var här det runda bordet fanns. Det finns många teorier om var Camelot låg men det är troligen bara en myt. Camelot kan också ha varit själva staden där Kung Artur hade sitt slott med samma namn. Detta baseras på en gammal text från 800-talet som säger att Artur red in i Camelot, band sin häst vid ett hus och mötte sin vän Merlin utanför Camelots slottsportar. Det gör att många historiker tänker sig att han red in i staden och sedan gick in i slottet.
Samma text kan även tolkas som att kung Artur red in genom slottets vida murar och band sin häst vid ett av de små husen som fanns innanför murarna. Därinne mötte han sin vän Merlin utanför porten (dörren) till själva slottet. I den här tolkningen tänker man sig att Camelot var ett slott eller en borg som var omgvien av många hus innanför en vid och lång mur. Det var alltså inte en stad utan mer en "borg med borgare/medborgare".